# Port lotniczy Południowe Bimini
Port lotniczy Południowe Bimini – port lotniczy zlokalizowany na wyspie Południowe Bimini, w dystrykcie Bimini (Bahamy).